# Heimatmuseum Worms-Abenheim

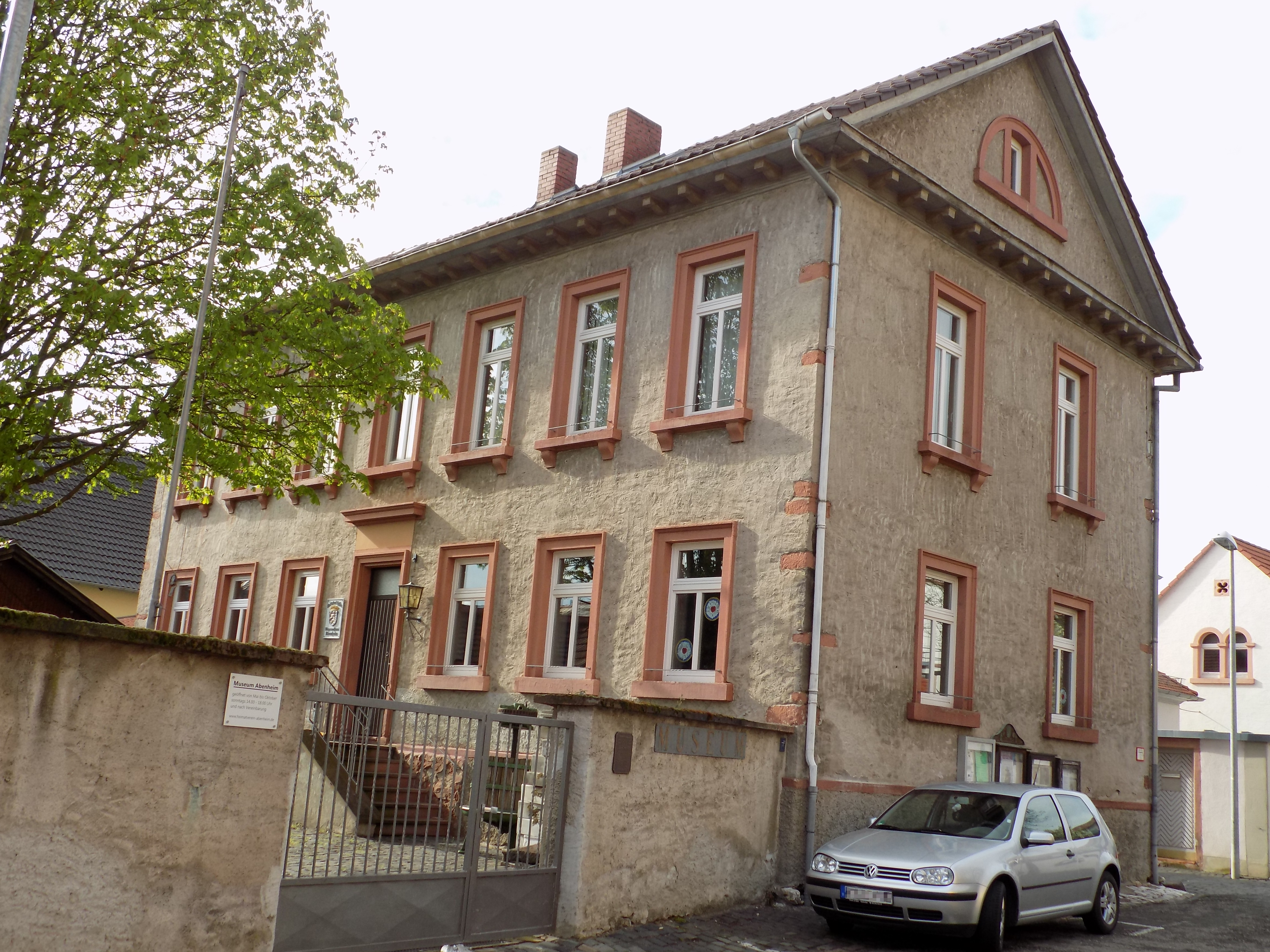
Heimatmuseum

Das denkmalgeschützte Gebäude des Heimatmuseums steht im Wormser Stadtteil Abenheim.

## Geschichte
Der siebenachsige Bau wurde in den 1820er Jahren als Schulhaus für vier Klassen errichtet und als solches bis 1966 genutzt.
1967 wurde das Gebäude dem Abenheimer Heimatverein übereignet, der es im selben Jahr umfassend renovierte. Seit 1968 befindet sich in dem Haus das Heimatmuseum. Der halbseitig unterkellerte Bau bietet im Erdgeschoss einen Raum, der gleichermaßen als Versammlungsraum des Heimatvereins wie auch als Gemeinderaum der evangelischen Kirchengemeinde Abenheim genutzt wird. Das Gebäude hat die Adresse An der Kirche 1.

## Trägerschaft und Ausstellungsschwerpunkte
Träger des Museums ist der Heimatverein Worms-Abenheim. Ausstellungsschwerpunkte auf der etwa 50 m² großen Ausstellungsfläche im Obergeschoss sind die allgemeine Ortsgeschichte, angefangen bei Funden aus der Steinzeit, über das Mittelalter bis zur Neuzeit, wobei die katholische Prägung Abenheims durch die Zugehörigkeit zum Kloster Fulda in den Jahren 774–1390 und durch das Geschlecht der Dalberger, die den Ort in den Jahren 1390–1796 geprägt haben, deutlich gemacht wird. Weitere Schwerpunkte der Ausstellung sind die Auswirkungen dieser katholischen Grundhaltung in der Zeit des Dritten Reiches.

## Sonderausstellungen
Ein separater Raum ist für Sonderausstellungen vorgesehen.